# Jaskinia nad Diablą Bramą
Jaskinia nad Diablą Bramą, Schronisko nad Djablą Bramą – jaskinia w Dolinie Będkowskiej na Wyżynie Olkuskiej wchodzącej w skład Wyżyny Krakowsko-Częstochowskiej. Znajduje się we wsi  Będkowice,  w województwie małopolskim, w powiecie krakowskim, w gminie Wielka Wieś.

## Opis obiektu
Obiekt znajduje się w grupie skał o nazwie Czarcie Wrota położonej przy wąskiej asfaltowej drodze z Będkowic przez dno Doliny Będkowskiej do Łazów. Tuż nad tą drogą w górnej skale Czarcich Wrót jest dobrze widoczny, duży otwór Schroniska w Diablej Bramie. 10 m powyżej niego w Grani nad Czarcimi Wrotami znajduje się szczelinowy otwór Jaskini nad Diablą Bramą.
Dolny, znajdujący się na pionowej szczelinie otwór skały ma wysokość 4 m i szerokość 0,5 m. Jest za nim korytarzyk o długości 7 m i wysokości do 2 m, w niektórych miejscach osiągający szerokość do 2 m. Tuż przed jego końcem na południowy wschód odchodzi od niego ciasny korytarzyk o długości 2 m, a na południowym zachodzie jest próg o wysokości 3 m. Powyżej tego progu, na wysokości 5 m nad ziemią jest górny otwór jaskini o wymiarach 1,5 m × 1,5 m.
Jest to jaskinia krasowa, wytworzona na pionowej szczelinie w późnojurajskich wapieniach skalistych. Powstała w strefie wadycznej, świadczą o tym znajdujące się w niej kotły wirowe, drobne kanaliki i krasowa gąbczastość ścian. Miejscami występuje naciek grzybkowy. Namulisko złożone z próchnicy i liści. Jaskinia jest przewiewna, widna tylko przy otworach. W ich pobliżu na ścianach rozwijają się glony. Jest w dużym stopniu poddana wpływom środowiska zewnętrznego. Wewnątrz obserwowano komary, pajęczaki i motyla szczerbówkę ksieni.
.  

## Historia poznania i dokumentacji
Jaskinia znana od dawna. Po raz pierwszy opisał ją i sporządził jej plan Kazimierz Kowalski w 1951 roku. W rejestrze jaskiń M. Szelerewicza i A. Górnego w 1986 r. wymieniona została pod nazwą Schronisko nad Djablą Bramą. Aktualną dokumentację opracował A. Górny w październiku 2009 r., a plan M. Pruc.

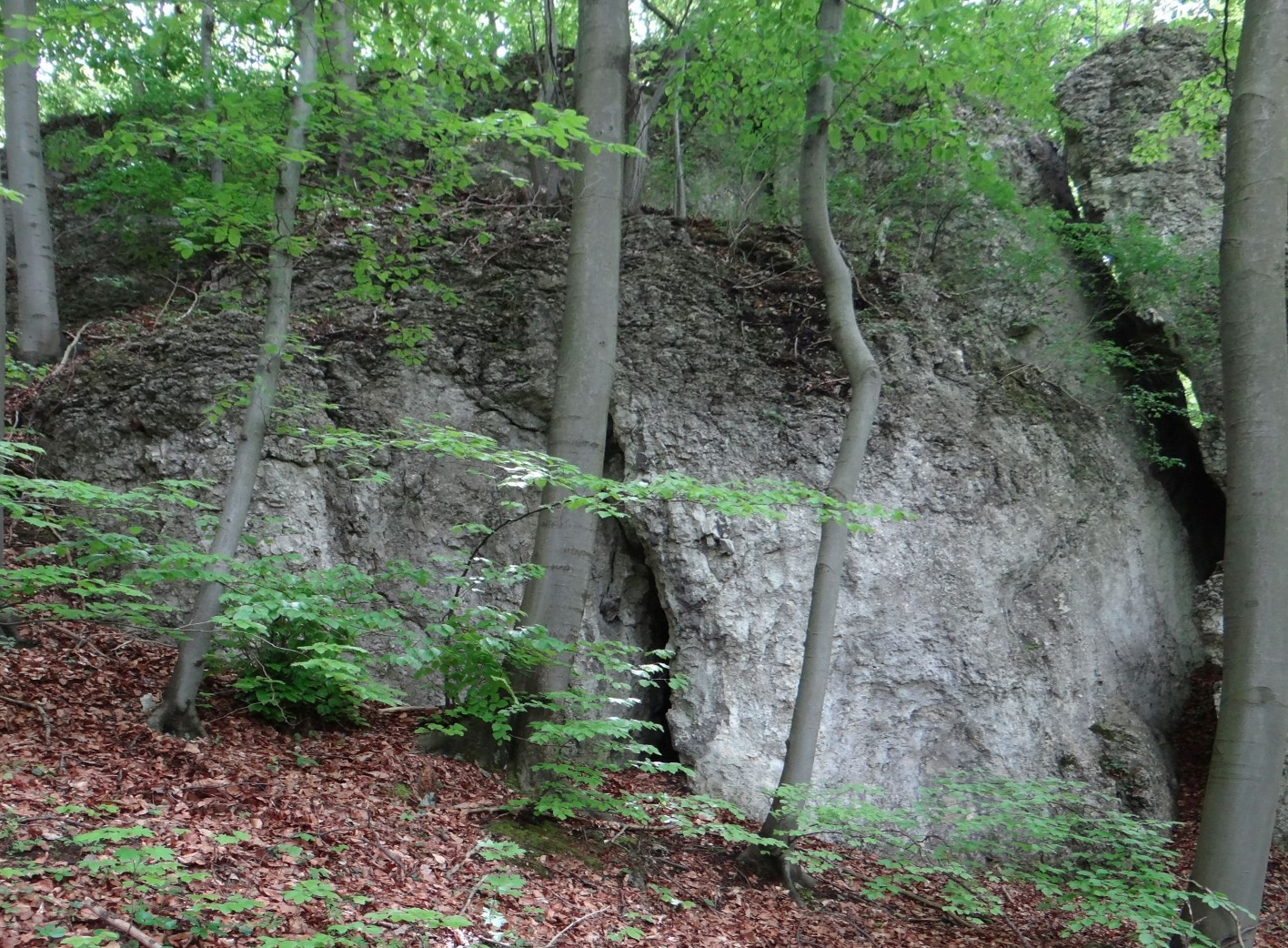
Skała z otworem jaskini
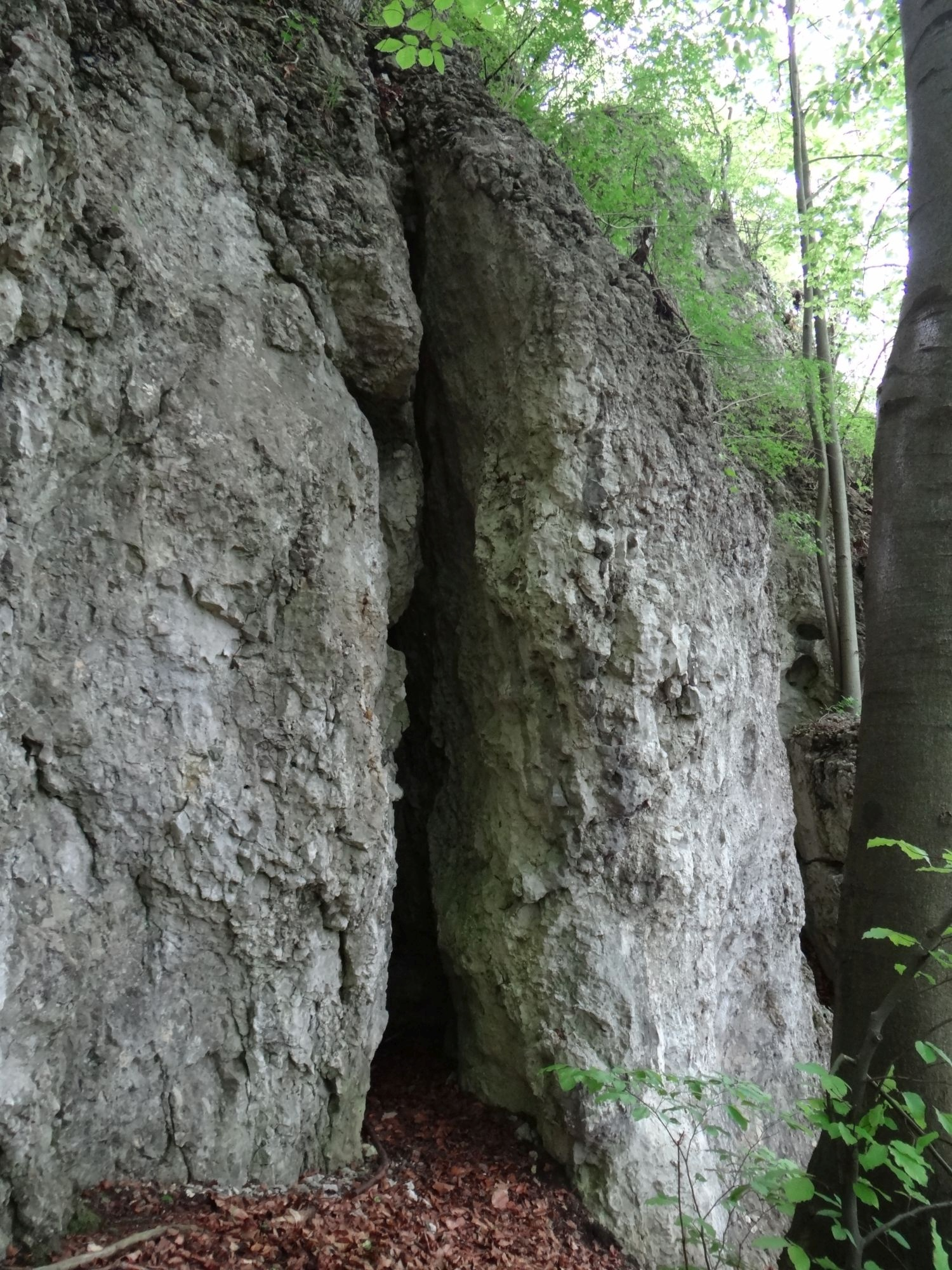
Otwór
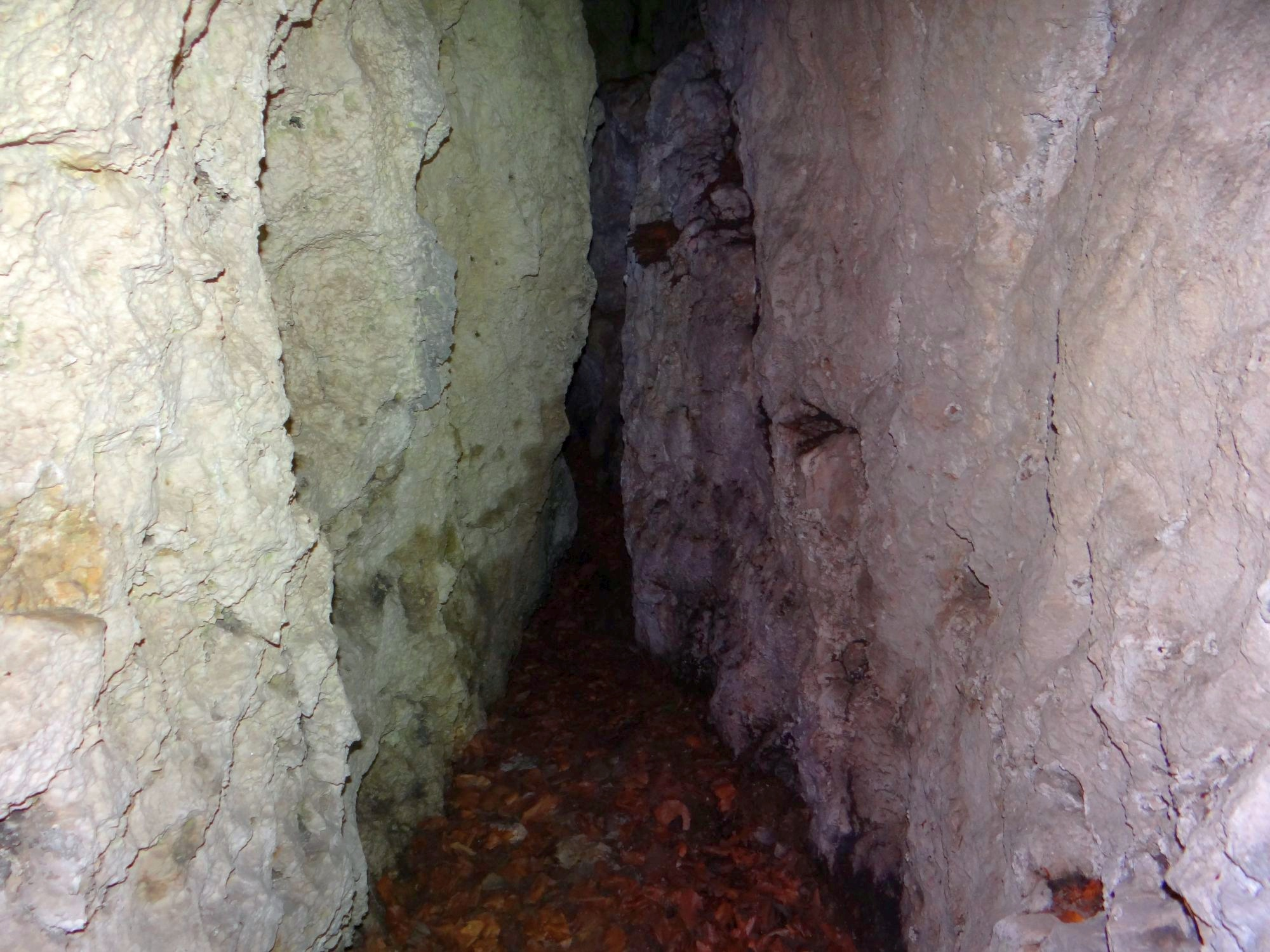
Korytarz
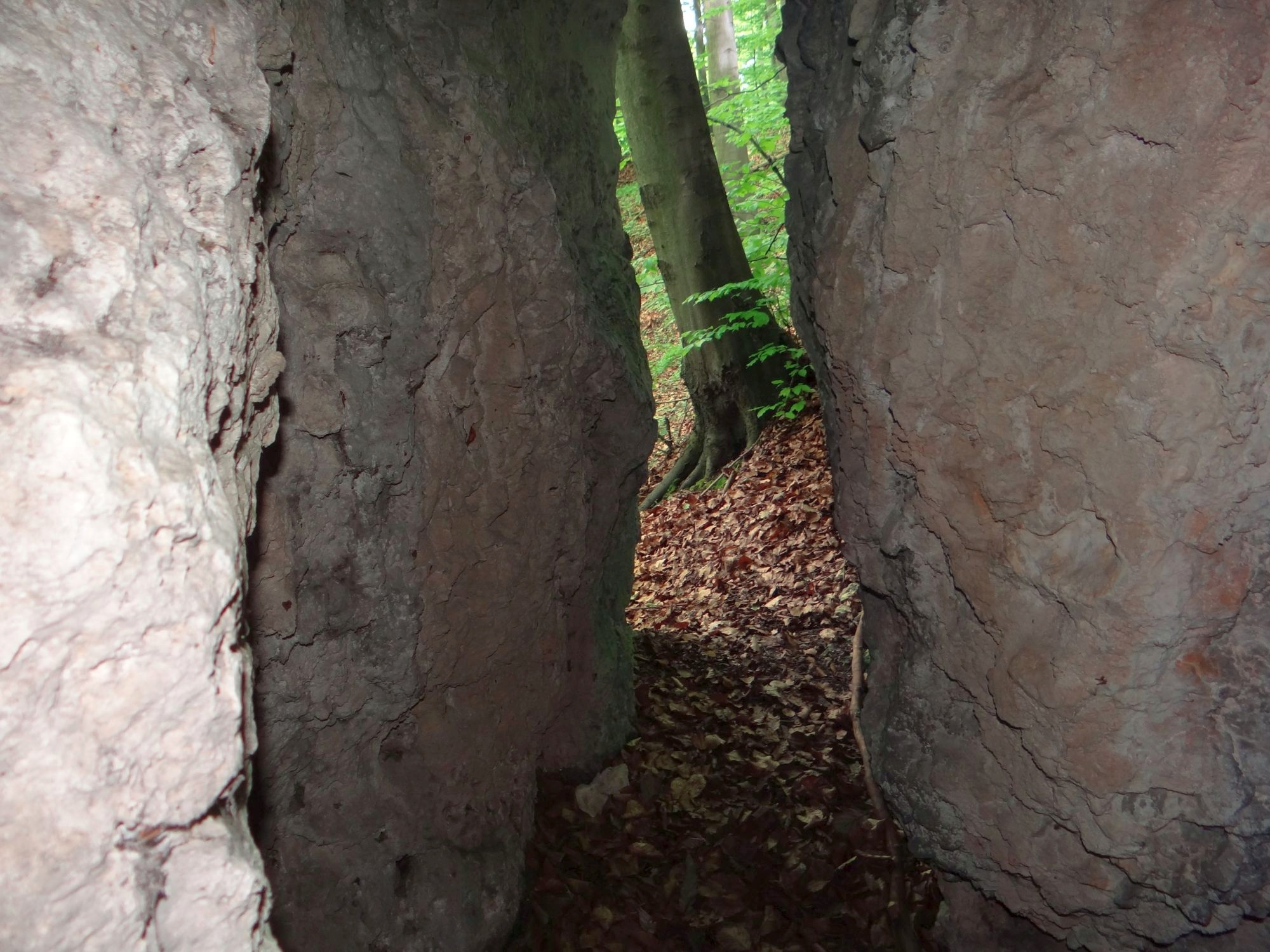
Widok z korytarza